# 1896 en football
Cet article présente les faits marquants de l'année 1896 en football.

## Février
- 14 février : match amical au Havre entre le HAC et les Parisiens du Standard A.C.. Devant plus d’un millier de spectateurs, les Havrais s'imposent 4-0.
- 26 février : fondation du Racing Club de France.

## Mars
- 16 mars : à Cardiff, l’Angleterre bat le Pays de Galles 9-1.
- Millwall FC (16 victoires, 1 nul, 1 défaite) remporte le championnat anglais de la Southern League.
- Celtic FC est champion d’Écosse.
- Le FC Liège (9 victoires, 1 nul et 2 défaites) enlève le premier titre de champion de Belgique.

## Avril
- 4 avril : à Glasgow, l'Écosse bat l’Angleterre : 2-1.
- 6 avril : Aston Villa (20 victoires, 5 nuls et 5 défaites) est sacré champion d’Angleterre. Liverpool FC enlève le titre en Division 2.
- 11 avril : le Club français est sacré Champion de France en restant invaincu à l’occasion d’une compétition qui se déroule désormais sous forme de championnat et plus de coupe à élimination directe comme ce fut le cas lors des deux premières éditions en 1894 et chaque rencontre a lieu sur terrain neutre, sans revanche. La première « Division 1 » de l'histoire du football français comprend neuf clubs parisiens : Standard A.C., White Rovers, Club français, Neuilly, Asnières, United SC, Paris Star, Levallois et l'U.A. 1er arrondissement.

- 18 avril : finale de la 25e FA Cup (210 inscrits). Sheffield Wednesday FC 2, Wolverhampton Wanderers FC 1. 48.836 spectateurs à Crystal Palace.
- 18 avril : fondation du FC Winterthour.
- Pays-Bas : HVV La Haye est champion de l’Ouest ; PW Enscgede champion de l’Est ; Vitesse Arnhem champion du Gelderland et Be Quick Groningen est champion du Nord.
- AB remporte le championnat de Copenhague de football.
- Kickers Prague remporte la coupe de printemps de Mistrovstvi Cech.

## Juillet
- 1er juillet : fondation du FC Schaffhouse.

## Août
- 1er août : fondation du FC Zurich.
- 12 août : fondation du club de football néerlandais du Willem II Tilburg.
- Lomas Academy (8 victoires et 2 défaites) est champion d’Argentine.
- Création d’une section football au sein de la Nationale de Saint-Mandé (futur CA Paris).

## Novembre
- 18 novembre : fondation du club français du FC Dieppe.
- Deutscher Prague remporte la coupe d’automne de Mistrovstvi Cech de football.

## Naissances
- 29 janvier : Maurice Thédié, footballeur français.
- 7 février : Pascual Somma, footballeur uruguayen.
- 14 février : Andrew Wilson, footballeur écossais. († 15 octobre 1973).
- 23 mars : Pierre Mony, footballeur français.
- 8 mai : Albert Rénier, footballeur français.
- 8 juin : Louis Darques, footballeur français.
- 10 juin : József Viola, footballeur et entraîneur hongrois.
- 13 août : François Hugues, footballeur français.
- 28 août : Harry Dénis, footballeur néerlandais.
- 20 septembre : Einar Gundersen, footballeur norvégien.
- 27 septembre : Jaap Bulder, footballeur néerlandais.
- 3 octobre : Maurice Gastiger, footballeur français.
- 7 octobre : Paulino Alcántara, footballeur espagnol.
- 29 décembre : Roger Ébrard, footballeur français.